# Командер
Кома́ндер (англ. commander) — військове звання старшого офіцерського складу у військово-морських силах, береговій охороні, а також у військово-повітряних силах деяких держав світу (Велика Британія, Канада, США та ін.).
Також ранг командера присутній в державних напіввійськових організаціях, таких як поліція, пожежна охорона, цивільна оборона деяких держав (Велика Британія, Канада, США та ін.).

## Військове звання військово-морського флоту та берегової охорони
Командер (англ. commander) — військове звання старшого офіцерського складу у Військово-морських силах та Береговій охороні США, Великої Британії, Канади, Австралії, Південної Африки та інших військово-морських силах країн світу. Це звання вище за лейтенант-командера та нижче за капітана. Також це звання існує у Повітряних силах деяких країн.
На флоті командер, як правило, є командиром бойового корабля або судна, типу фрегат, есмінець або підводний човен. В авіації командер командує ескадрильєю, в особливості палубної авіації, або займає відповідні посади в штабах ВМС та ПС.
Станом на 2016 рік базове щомісячне грошове забезпечення командера ВМС США становило 5334 USD

### Галерея

Знаки розрізнення командера Берегової охорони США
Погон командера Королівського військово-морського флоту Великої Британії, Південної Африки, Канади, Норвегії
Погон командера Королівського військово-морського флоту Австралії
Погон командера Королівського новозеландського військово-морського флоту
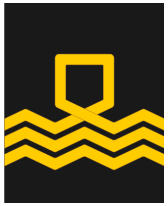
Знаки розрізнення командера Королівського військово-морського резерву (Велика Британія)

## Військове звання військово-повітряних сил
Вінг-командер (англ. Wing commander, Wg Cdr, «командер крила») — військове звання в військово-повітряних силах Великої Британії, а також держав які використовують британську систему військових звань.
1918–1919 роках у Королівських ВПС використовувалися військові звання ідентичні тим, що використовувалися в сухопутних силах, але знаки розрізнення мали свій особливий вигляд і були наближені до знаків розрізнення флоту, і побудовані на комбінації стрічок різного розміру. З 1919 року у Королівських повітряних силах вводяться власні військові звання, підполковник авіації стає вінг-командером.

### Повітряні сили Канади
У військово-повітряних силах Канади використовуються звання аналогічні званням канадських Сухопутних сил, але знаки розрізнення як і у британських повітряних силах мають свій своєрідний вигляд, побудований на комбінації стрічок.

### Знаки розрізнення вінг-командера
Знаками розрізнення вінг-командера є три стрічки середнього розміру розміщенні на погоні чи рукаві.

## Ранг у поліції
Командер — звання та посадовий ранг у поліції багатьох країн світу, таких як Великої Британії та країн Британської співдружності, США та ін.

### Велика Британія

Знаки розрізнення командера Столичної поліції Лондона

Командер (англ. Commander) — це ранг, який мають старші офіцери поліції поліції Лондонського Сіті та Столичної поліції Лондона. В інших територіальних підрозділах поліції Великої Британії (констебльствах) цей ранг відсутній, а його аналогом є помічник головного констебля.
Столична поліція ввела звання командера в 1946 році, після того, як звання заступника помічника комісара було розділено на дві частини. Старші заступники помічника зберегли це звання, а молодші були перетворені на командерів. Столична поліція в 1946–1968 роках також використовувала звання заступника командера, яке було на один ранг нижче від командера.
Столична поліцейська служба оголосила, що в 2018 році звання командера та головного інспектора будуть скасовані, однак у серпні 2017 року було оголошено, що ці скасувала скасовані.

#### Знаки розрізнення
У поліції Великої Британії знаки розрізнення рангів до головного суперінтенданта (включно) однакові в усіх відомствах. В констебльствах рангами старше ніж головний суперінтендант, є головний констебль, його заступник та помічники. В Столичній поліції Лондона та в поліції Лондонського Сіті звання яке вище за головного суперінтенданта, це командер. Так як у цих поліцейських відомствах між званням командера та комісара різна кількість проміжних звань (одне в Столичній поліції, та три в поліції Сіті), то знаки розрізнення проміжних рангів, в цих двох відомствах мають різний вигляд.
Знаками розрізнення командера, є схрещені жезли у лавровому вінку. Ці знаки розрізнення схожі на попередні знаки розрізнення британського військового бригадира (у 1921 році бригадири отримали інші знаки розрізнення які наблизили їх до полковників та віддалили від генералів). Знаки розрізнення в міський поліції Лондона вироблені зі сріблястого металу, а в поліції Лондонського Сіті з золотистого металу.
Командер Столичної поліції Лондона в 1946–1968 роках використовував знаки розрізнення на ранг вище, схрещені жезли у лавровому вінку, вище яких розташована чотирипроменева зірка Лазні. Сучасні знаки розрізнення командера в цих роках були закріплені за скасованим в 1968 році рангом «заступник командера».

#### Спеціальне констебльство Лондонського Сіті
Як і в багатьох інших підрозділах поліції, поліція Лондонського Сіті, має свою добровільну допоміжну поліцейську службу (спеціальне констебльство). Більшість спеціальних констебльств країни очолювані головним офіцером, але спеціальне констебльство Лондонського Сіті (започатковане в 1911 році) очолюється спеціальним командером (англ. Special Commander).
Знаки розрізнення спеціального командера, відповідають відповідним у командера поліції Лондонського Сіті.

### Поліція Австралії
Федеральна поліція Австралії, а також деякі автономні підрозділи поліції мають серед рангів поліції, ранг командера.
Окрім Федеральної поліції ранг присутній в поліції штатів Вікторія, Південна Австралія, Західна Австралія, Тасманія. Старше за рангом від командера знаходиться ранг помічника комісара. В залежності від штату, молодшим від командера званням є: головний суперінтендант (Вікторія, Південна Австралія), суперінтендант (Західна Австралія та Федеральна поліція), а також інспектор (Тасманія).
Знак звання, який використовує командер у всіх силах поліції Австралії наближені до знаків розрізнення британського та австралійського бригадира, це три зірки, розташовані трикутником, вищи яких корона святого Едуарда. В залежності від штату зірки можуть бути чотирипроменеві (Федеральна поліція, Південна Австралія, Вікторія), шестипроменеві (Західна Австралія) та восьмипроменеві (Тасманія).

### Поліція Канади
У Канаді ранг командера, присутній в поліції міста Монреаль. Ранг командера вище за лейтенанта, але нижче за інспектора.

### США
У різних підрозділах поліції (штату, округу, міста) присутні різні ієрархії рангів та їх знаки розрізнення. В деяких підрозділах присутній ранг командера. Командери поліції зазвичай є головами структурних підрозділів поліції, так у департаменті поліції Чикаго, командери виконують обов'язки керівників округів (дистриктів).
У зв'язку з тим, що в різних департаментах поліції існують різноманітні системи ієрархії звань, знаки розрізнення командерів можуть у них відрізнятися. За знаки розрізнення можуть використовувати знаки розрізнення армійського зразка, як у двозіркового генерала (департамент поліції Фенікса), однозіркового генерала (Департамент поліції Лос-Анджелеса, департамент поліції Сан-Франциско), полковник (департамент поліції Рочестера, столичний департамент округу Колумбія), майор (департаменти поліції Чикаго, Портленду, Сент-Пол).

### Знаки розрізнення командера поліції різних країн

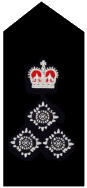
Федеральна поліція Австралії
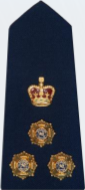
Поліція штату Тасманія (Австралія)
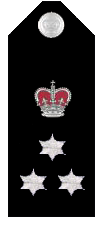
Поліція штату Західна Австралія (Австралія)
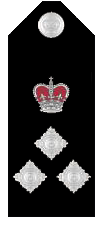
Поліція штату Вікторія (Австралія)
Департамент поліції міста Рочестер (шт. Нью-Йорк, США)

## Втілення в мистецтві
- Джеймс Бонд має звання командера Королівського флоту Великої Британії протягом усіх романів і фільмів про нього. Таке ж саме звання мав автор романів про Бонда Ян Флемінг.
- Шепард (на вибір гравців чоловік або жінка), протагоніст серії відеоігор Mass Effect, також має таке звання.
- Стів МакГарретт із серіалу Гаваї 5.0 має звання командера.
- Вільям Райкер — старший помічник капітана Пікара мав звання командера в серіалі «Зоряний шлях: Наступне покоління». Це ж звання носить офіцер із питань науки і старший помічник «Ентерпрайз» Спок, в оригінальному серіалі «Зоряний шлях».
- Джеффрі Сінклер — командир станції «Вавилон-5», а пізніше його заступник Сьюзен Іванова мали звання командер.
- Келлі Грейсон — старший помічник капітана (і його колишня дружина) зорельота «Орвілл» із однойменного телесеріалу мала звання командер.